# Quintino Sella

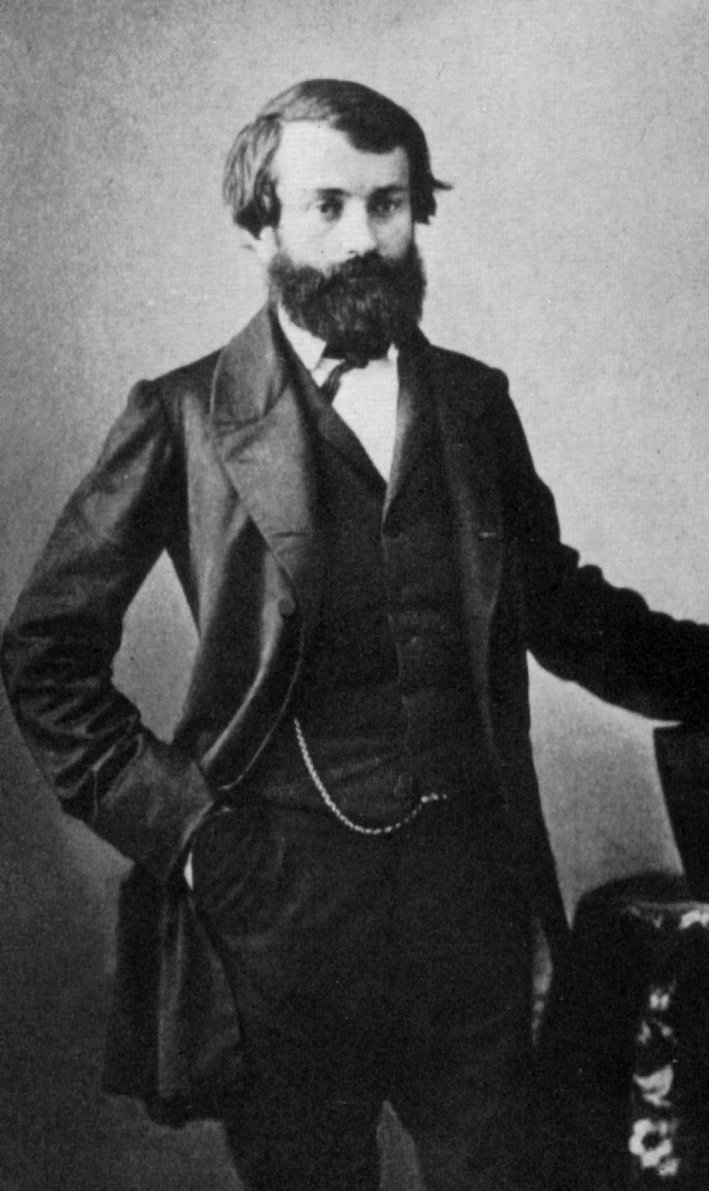
Quintino Sella

Quintino Sella (* 7. Juli 1827 in Sella di Mosso, Provinz Biella; † 14. März 1884 in Biella) war ein italienischer Gelehrter (Mineralogie, Kristallographie) und Politiker.

## Wissenschaftliche Karriere
Nachdem er mit zwanzig sein Studium als Ingenieur in Turin beendet hatte und in das Regio Corpo delle Miniere (Königlicher Bergbaudienst) eingetreten war, studierte er drei Jahre in Paris an der École des Mines weiter und unternahm 1851/52 Studienreisen in Frankreich, England und Deutschland. Unter anderem hörte er Geologie bei Elie de Beaumont und wandte sich unter dem Einfluss von Henri Hureau de Sénarmont der Kristallographie zu, war hier aber auch durch die Arbeiten von Amadeo Avogadro in Turin beeinflusst, der in seiner Fisica de' corpi von 1837 auch Kristallographie behandelt. Nach seiner Rückkehr nach Turin unterrichtete Sella Geometrie an der Ingenieursschule (Istituto Tecnico). Er befasste sich überwiegend in der Zeit von 1854 bis 1861 mit Kristallographie, also vor dem Beginn seiner politischen Karriere.
Als Ingenieur arbeitete er in den Bergwerken des Königreich Sardinien-Piemont. Dabei legte er nicht nur eine umfangreiche Mineralsammlung an, sondern erfand eine elektromagnetische Auslesemaschine, die Kupferminerale vom Magnetit trennt.
Aus politischen Gründen gab er den Mineralogielehrstuhl der Schule für angewandte Ingenieurwissenschaften, auf den er 1860 berufen worden war, wenig später auf.

## Politische Karriere

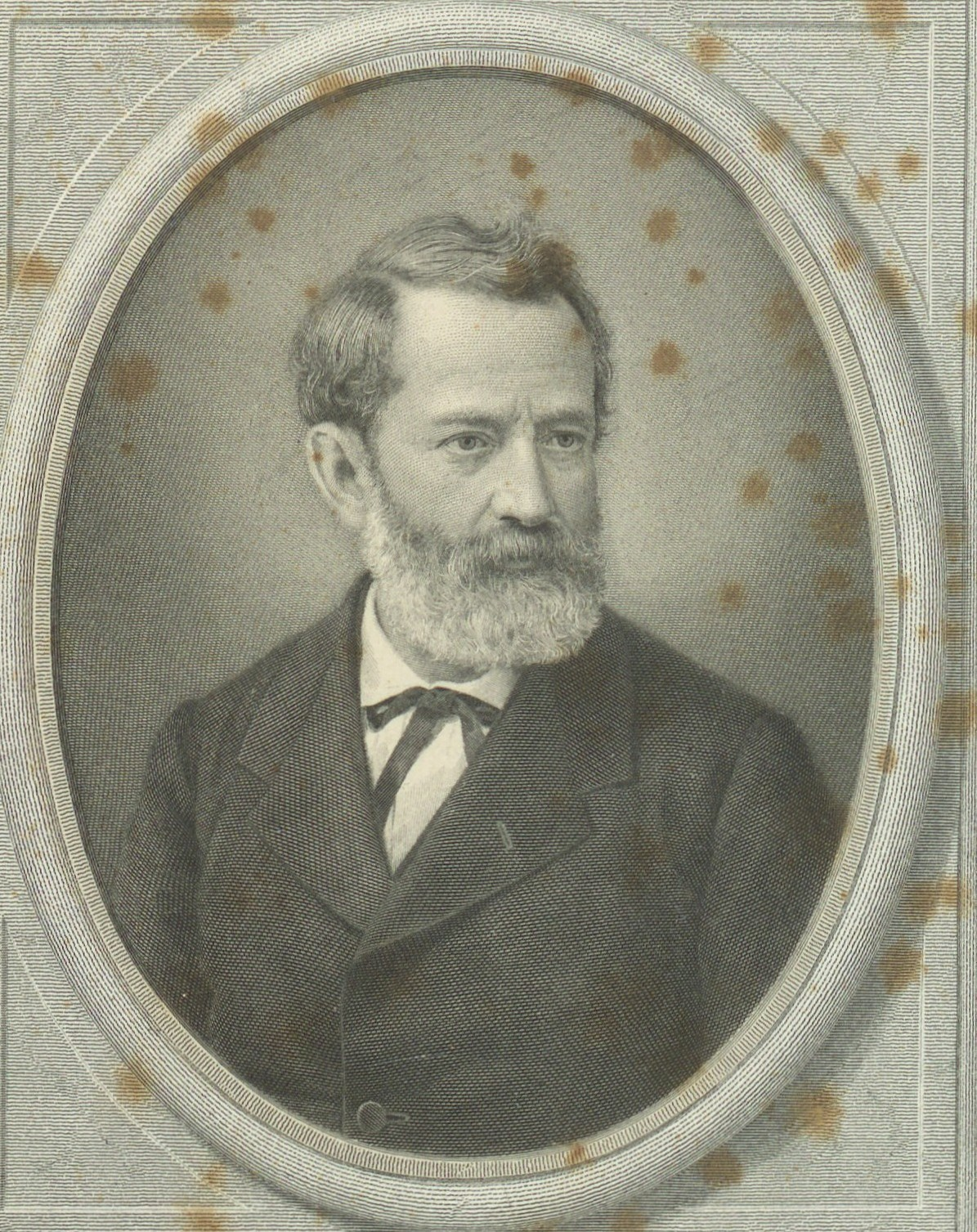
Quintino Sella

1860 war er Abgeordneter im letzten Parlament des Königreichs Sardinien und von der Gründung des Königreichs Italien 1861 bis zu seinem Tod gehörte er der Camera dei deputati an. Er war auch Finanzminister in den Regierungen von Rattazzi (1862), La Marmora (1864–1865) und Lanza (1869–1873), unter dem er 1872 nach dem Ausscheiden von Cesare Correnti auch für einige Monate das Unterrichtsministerium leitete. Als Finanzminister sanierte er den Haushalt des neuen italienischen Staates und verlangte dabei vor allem der einfachen Bevölkerung enorme Opfer ab.

## Quintino Sella als Alpinist
Am 23. Oktober 1863 gründete er den C.A.I. Club Alpino Italiano (Italienischer Alpenverein).
Sella leitete am 12. August 1863 die erste italienische Seilschaft auf den Monte Viso und regte kurz danach die Gründung des italienischen Alpenvereins Club Alpino Italiano an, zu dessen Gründungsmitgliedern er auch zählte.
Nach Quintino Sella wurden in den Cottischen Alpen das Rifugio Quintino Sella am Monte Viso, in den Walliser Alpen das Rifugio Quintino Sella am Felikjoch, in der Brenta das Rifugio Tuckett – Quintino Sella am Tuckettjoch und in der Nähe des Mont Blanc das ‚Bivacco Quintino Sella di Rochers‘ benannt.

## Ehrungen, Persönliches
1861 wurde er zum korrespondierenden Mitglied der Göttinger Akademie der Wissenschaften gewählt. 1879 wurde er Ehrenmitglied der Mineralogical Society of Great Britain and Ireland. Am 27. Dezember 1880 wurde er korrespondierendes Mitglied der Académie des sciences. Im Jahr 1881 wurde er zum Mitglied der Leopoldina und zum korrespondierenden Mitglied der Russischen Akademie der Wissenschaften in Sankt Petersburg gewählt. Das Mineral Sellait wurde durch Giovanni Strüver (der sein Assistent war) nach ihm benannt. Er amtierte vom 9. Dezember 1874 bis zu seinem Tod als Präsident der Accademia Nazionale dei Lincei, der er seit 1870 als korrespondierendes und seit 1872 als ordentliches Mitglied angehörte.
Sein Sohn Alfonso Sella war Physik-Professor in Rom.

## Schriften
- Abhandlungen zur Kristallographie. Herausgegeben von Ferruccio Zambonini. Ostwalds Klassiker 155, Leipzig 1906, Digitalisat